# 新日本プロレスワールド
新日本プロレスワールド（しんにほんプロレスワールド）は、新日本プロレスとテレビ朝日が共同で運営しているインターネットテレビ局。略称はNJPW WORLD（エヌ・ジェー・ピー・ダブリュー・ワールド）。

## 概要
2014年12月1日、新日本プロレスとテレビ朝日の共同発表会見が行われ、サービスが開始された。サービス開始当初の月額視聴料は999円。これはWWEネットワークの月額視聴料9ドル99セントにちなんでいる。
主な番組としては、新日本プロレスのPPVイベント及び主要大会の生中継やアメリカ収録のNJPW STRONGやアーカイブ映像の配信、テレ朝チャンネル2やFIGHTING TV サムライ等で放映している大会の模様も中継される。また、業務提携を結んでいるAEWのウィークリー番組AEWダイナマイト及びランペイジ、CMLLのアレナ・メヒコの金曜定期戦、ROHのPPV、RPWの主要試合の配信、選手に密着したドキュメント番組やワールドプロレスリングの関連番組等、各界著名人が描くコラムや試合レポートなども閲覧できる。
過去大会のアーカイブについては新日本プロレスおよびテレビ朝日が権利を持っているものを中心にオープン時約1,000試合の映像を用意。集英社の分冊百貨『燃えろ! 新日本プロレス』収録試合はこの編集映像が優先されている。以降順次追加されている。
なお、90年代にヴァリスからリリースしていた『闘魂Vスペシャル』全作品は、マスターが新日本プロレスに売却されているものの紛失状態であり、1996年10月20日に行われたグレート・ムタ対獣神サンダー・ライガー戦などの収録試合は2022年現在配信されていない。またアントニオ猪木対モハメド・アリ戦、小川直也の試合は権利関係上同様に未配信となっている。
会員数は2018年1月現在で約10万人おり、そのうち40%が外国人ファンであるという。ネットプロレス大賞2016において、最優秀プロレスを伝えたで賞を受賞。

### リニューアル
2023年11月6日に価格を1,298円（国外は9.99ドル）に改訂すると共に公式アプリの提供、配信映像のフルHD化、オフライン再生対応するリニューアルを行った。

## 主な実況アナウンサー

### 日本版実況アナウンサー
- 村田晴郎[注 1]（2016年7月 - ）
- 清野茂樹[注 1]（2016年11月 - ）
- 藤沢俊一郎[注 2]（2017年4月 - 2020年1月、2023年3月 - ）
- 髙橋大輔 [注 3]（2020年2月 - ）

### 英語版実況アナウンサー
- ケビン・ケリー[10]（2015年10月 - ）
- マブス・ギリス[11]（2018年10月 - ）

## 主な解説者
日本語版・英語版共に試合のない選手や興行序盤に試合を終えた選手がゲスト解説として参加する場合がある。特に2021年からは選手のゲスト出演が増えている。

### 日本版解説者
- 岡本佑介（東京スポーツ記者）
- ミラノコレクションA.T.[注 1][注 4]
- 元井美貴
- 獣神サンダー・ライガー[注 5]

#### 過去
- 金沢克彦
- 柴田惣一
- 山崎一夫
  - 上記3名は2021年1月いっぱいで退任

### 英語版解説者
- マット・ストライカー[10]（2015年10月 - 2016年1月）
- スティーブ・コリノ[12]（2016年4月 - 2017年1月）
- ロッキー・ロメロ[13]（2016年8月 - ）
- ドン・キャリス[14]（2017年2月 - ）
- クリス・チャールトン（2018年8月 - ）
- ラニー・ポッフォ[11]（2018年10月 - ）
- エクスカリバー[15]（2018年12月 - ）
- ジノ・ガンビーノ（2019年5月 - ）
- アレックス・コズロフ[16]（2020年8月 - ）

## 補足

### 実況および解説
FIGHTING TV サムライのプロレス中継を新日本プロレスワールドで同時配信する場合、2015年7月以降はサムライ側の放送席の音声をカットした状態で放送している。2016年頃まではこのまま実況無しで放送していたが、2017年頃からはワールド用の放送席を別途用意してサムライTVとは別の実況解説に差し替えて放送している。この影響により、サムライTVの放送席で実況と解説が喋っている場面が映っても、その音声が放送されないという光景が度々見られる。試合中にサムライ側の放送席が襲撃された際、ワールド側の放送席ではその様子を他人事のように実況解説する場面も見られる。なお、2015年6月以前のものについては放送席の音声がカットされずにそのまま配信されている。2022年1月からはワールドではLIVE配信せず後日配信とする代わりにサムライTVの音声をワールドでそのまま配信する方式も採用している。
一方、テレ朝チャンネルにて放送している「ワールドプロレスリングLIVE」を新日本プロレスワールドで同時配信する場合、テレビ朝日のアナウンサーが試合ごとに交代で実況を担当し、ワールドでもこれがそのまま放送されている。これはサムライTVと異なり、テレビ朝日が新日本プロレスワールドに資本参加しているため。テレビ朝日の担当アナウンサーについてはワールドプロレスリング#主な実況アナウンサーを参照。
ワールドでの独占配信の場合は、本項#主な実況アナウンサーの節に記載のフリーアナウンサーが最初から最後まで実況を担当するパターンが基本だが、興行によってはワールドプロレスリングLIVEの時と同様にテレビ朝日のアナウンサーが試合ごとに交代で実況を行う方式をとる場合も見られる。また、興行によっては「実況・解説なし」の「固定カメラによる映像」を「生放送ではなく後日配信」といった方式で配信する場合がある。主にWORLD TAG LEAGUEのような総当たりのリーグ戦シリーズを全国を巡業しながら消化する場合に於いて、地方開催の大会を配信する際にこの方式となる場合がある。ただし、2017年-2018年頃よりG1 CLIMAXやBEST OF THE SUPER Jr.にて、「全大会」を「実況・解説あり」の「通常の撮影体制」で「生配信」する方針に変化しており、改善が見られている。

### 選手の入退場時
選手の入退場時に流れるテーマ曲については、一部の楽曲は「権利上の都合」により消音対応や楽曲の差し替え対応が行われる。過去の大会のアーカイブ配信では、入退場シーン自体がカットされているケースも見られる。
ただし、この「権利上の都合」は2016年頃から徐々に解消傾向にあり、新日本プロレス所属の選手については2018年頃までに大半の選手が解消された。他団体からのスポット参戦の選手等についても、新日本への参戦頻度が多めの選手を中心に解消傾向にある。逆に「権利上の都合」の対象外だった曲が後に対象となるケースも存在している。
また、「権利上の都合」を解消した一部の選手については「国外開催」の興行を配信する場合に「権利上の都合」が解消されないケースも確認されている。